# Ho Gjongjong
Ho Gjongjong (hangul: 허경영, handzsa: 許京寧, RR: Huh Kyung-young; Mirjang (Miryang), 1947. július 13. / 1950? –) dél-koreai politikus, énekes. Saját bevallása szerint 430-as IQ-val és természetfeletti képességekkel rendelkezik, képes repülni.

## Fiatalkora
Szüleit fiatalon elveszítette, édesapja a koreai háborúban halt hősi halált, édesanyja pedig szülésével kapcsolatos betegségben hunyt el.
Szöulban járt iskolába, itt is érettségizett le. 
A Korea National Open University-n szerzett diplomát jogtudományból.

## Pályafutása
Indult a 2007-es elnökválasztásokon, azonban alulmaradt I Mjongbak (Lee Myung-bak)-kal szemben.
2009. augusztus 15-én kiadta első zeneszámát, „Call Me” címmel.